# Pio Emanuelli
Pio Emanuelli (* 3. November 1888 in Rom; † 2. Juli 1946 in Rom) war ein italienischer Astronom, Geschichtsschreiber und Populärwissenschaftler.
Er arbeitete ab 1910 an der Vatikanischen Sternwarte (IAU-Code 036) in Castel Gandolfo, wohin ihn der damalige Direktor, der Jesuitenpater Johann Georg Hagen, gerufen hatte. Er verfasste zahlreiche wissenschaftliche Werke mit Schwerpunkt auf die Geschichte der Astronomie und populärwissenschaftliche Abhandlungen. Danach habilitierte er in Astronomie an der Universität La Sapienza in Rom und wurde dort ab 1938 Ordinarius für Astronomiegeschichte.
Zu seinen populärwissenschaftlichen Arbeiten zählen zahlreiche Artikel mit astronomischen Themen, die in der Rubrik "Dal taccuino astronomico di Pio Emanuelli" der Monatsschrift Coelum Astronomia erschienen sind. Ab 1930 verfasste er weitere astronomische Artikel für die populärwissenschaftliche Rubrik des Corriere della Sera.
Der Asteroid (11145) Emanuelli wurde im Jahre 1997 nach ihm benannt.

## Quelle
- Lutz D. Schmadel: Dictionary of Minor Planet Names. 5th ed. Springer, Berlin 2003, ISBN 3-540-00238-3 (engl.) [Voransicht bei Google Book Search

## Werkverzeichnis
- Pio Emanuelli, A quali osservatori debbono spedirsi le carte fotografiche del cielo?, Catania : Tip. C. Galatola, 1914
- Pio Emanuelli, Il cielo e le sue meraviglie : atlante di 150 tavole. Milano : Hoepli, stampa 1934
- Pio Emanuelli, Eclisse solare del 17 aprile 1912. Catania : Tip. Galatola, 1912
- Pio Emanuelli, Eventi astronomici e bizzarrie scientifiche. Albano Laziale : Fratelli Strini, 1927
- Pio Emanuelli, Perche il bimillenario virgiliano cade nel 1931. Napoli : SIEM, 1930